# Elena Anaya
Elena Anaya Gutiérrez (Palência, 17 de julho de 1975) é uma atriz espanhola, vencedora do Prêmio Goya.

## Biografia
Os pais de Elena se separaram quando ela ainda era criança. Estudou no colégio Santo Ángel de la Guarda, em Palencia. Não era boa aluna, tanto que repetiu de ano algumas vezes. Acabou preferindo limpar e cozinhar na pensão para estudantes de sua mãe.
Em 1996, Elena se inscreveu para um teste na Real Escuela Superior de Arte Dramático de Madri. Reprovada, passou a frequentar o curso de interpretação do ator Manuel Morón. Numa segunda tentativa, pôde finalmente se matricular na Real Escuela, mas foi jubilada por faltas - estava trabalhando no filme que seria sua estreia no cinema, Familia, de Fernando León. Matriculou-se então na escola de interpretação de Juan Carlos Corazza.
Tentando conciliar estudos e trabalho, chegou a fazer papéis no teatro (A bocados, Una luz que ya no está) e no cinema (Las huellas borradas de Enrique Gabriel, Finisterre, Lágrimas negras ou Grandes ocasiones).
O reconhecimento veio com o filme Lucía y el sexo, de Julio Médem, no qual interpreta Belén, uma babá com jeito de "lolita". Por esse trabalho, ganhou o prêmio da Unión de Actores de España e uma indicação ao prêmio Goya.
Desde 2004, fez vários filmes em língua inglesa, como a superprodução Van Helsing, de Stephen Sommers, ou Dead Fish, de Charley Stadler, no qual contracenou com o veterano Gary Oldman. Nesse ano, foi considerada uma das maiores estrelas do cinema europeu, pela European Film Promotion.
Em 2006, integrou o elenco da produção mais cara do cinema espanhol: Alatriste, de Agustín Díaz Yanes. Nesse ano, coprotagonizou o musical SexyBack, do cantor pop Justin Timberlake. Em 2010, foi convidada pelo diretor Julio Medem para protagonizar o filme Room in Rome, com a Ucraniana Natasha Yarovenko.
Desde 2008 mantém um relacionamento com a cineasta Beatriz Sanchís.
Em 2011, Pedro Almodóvar a escolheu para protagonizar, ao lado de Antonio Banderas, seu filme La piel que habito. Por esse papel, Elena ganharia o prêmio Goya de melhor atriz de 2011. Foi nesse ano que também assumiu publicamente sua homossexualidade.
Em 2012, recebeu o Prêmio Málaga, no Festival de Málaga.

## Filmografia

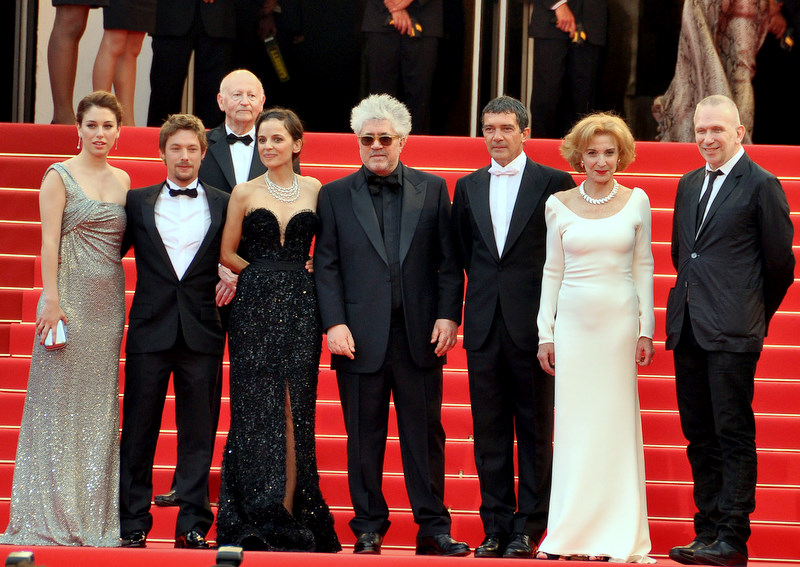
Elenco e diretor de La piel que habito.

| Ano  | Filme                              | Papel                    |
| ---- | ---------------------------------- | ------------------------ |
| 2020 | Rifkin's Festival                  | Dra. Joanna "Jo" Rojcomo |
| 2017 | Wonder Woman                       | Doutora Veneno           |
| 2013 | Pensé que iba a haber fiesta       |                          |
| 2012 | Inertia                            |                          |
| 2012 | Todos están muertos                |                          |
| 2011 | La piel que habito                 | Gal/Vera                 |
| 2010 | À bout portant                     |                          |
| 2010 | Habitación en Roma                 | Alba                     |
| 2009 | Hierro                             |                          |
| 2009 | Cairo Time                         |                          |
| 2008 | L'instinct de mort                 |                          |
| 2008 | Sólo quiero caminar                |                          |
| 2007 | Savage Grace                       |                          |
| 2007 | In the Land of Women               |                          |
| 2006 | Miguel y William                   |                          |
| 2006 | Alatriste                          |                          |
| 2005 | Frágiles                           |                          |
| 2005 | Dead Fish                          |                          |
| 2004 | Van Helsing                        | allera                   |
| 2003 | Dos tipos duros                    |                          |
| 2001 | La habitación azul                 |                          |
| 2001 | Rencor                             |                          |
| 2001 | Hable con ella                     |                          |
| 2001 | Sin noticias de dios               |                          |
| 2000 | El árbol del penitente             |                          |
| 2000 | Lúcia e o Sexo                     |                          |
| 2000 | El invierno de las anjanas         |                          |
| 1999 | Las huellas borradas               |                          |
| 1998 | Grandes ocasiones                  |                          |
| 1998 | Finisterre, donde termina el mundo |                          |
| 1998 | Lágrimas negras                    |                          |
| 1997 | Familia                            |                          |
| 1996 | África                             |                          |

## Prêmios e indicações
Prêmios Goya
| Ano  | Categoria                    | Filme              | Resultado |
| ---- | ---------------------------- | ------------------ | --------- |
| 2011 | Melhor protagonista feminina | La piel que habito | Venceu    |
| 2010 | Melhor protagonista feminina | Habitación en Roma | Indicado  |
| 2001 | Melhor coadjuvante feminina  | Lucía y el sexo    | Indicado  |

Fotogramas de Plata
| Ano  | Categoria              | Filme              | Resultado |
| ---- | ---------------------- | ------------------ | --------- |
| 2011 | Melhor atriz de cinema | La piel que habito | Venceu    |
| 2010 | Melhor atriz de cinema | Habitación en Roma | Venceu    |

Unión de Actores
| Ano  | Categoria                     | Filme              | Resultado |
| ---- | ----------------------------- | ------------------ | --------- |
| 2011 | Melhor protagonista de cinema | La piel que habito | Indicado  |
| 2010 | Melhor protagonista de cinema | Habitación en Roma | Indicado  |
| 2001 | Melhor coadjuvante de cinema  | Lucía y el sexo    | Venceu    |

Festival de Málaga
| Ano  | Categoria     | Resultado |
| ---- | ------------- | --------- |
| 2012 | Prêmio Málaga | Venceu    |